# تاريخ المقراب

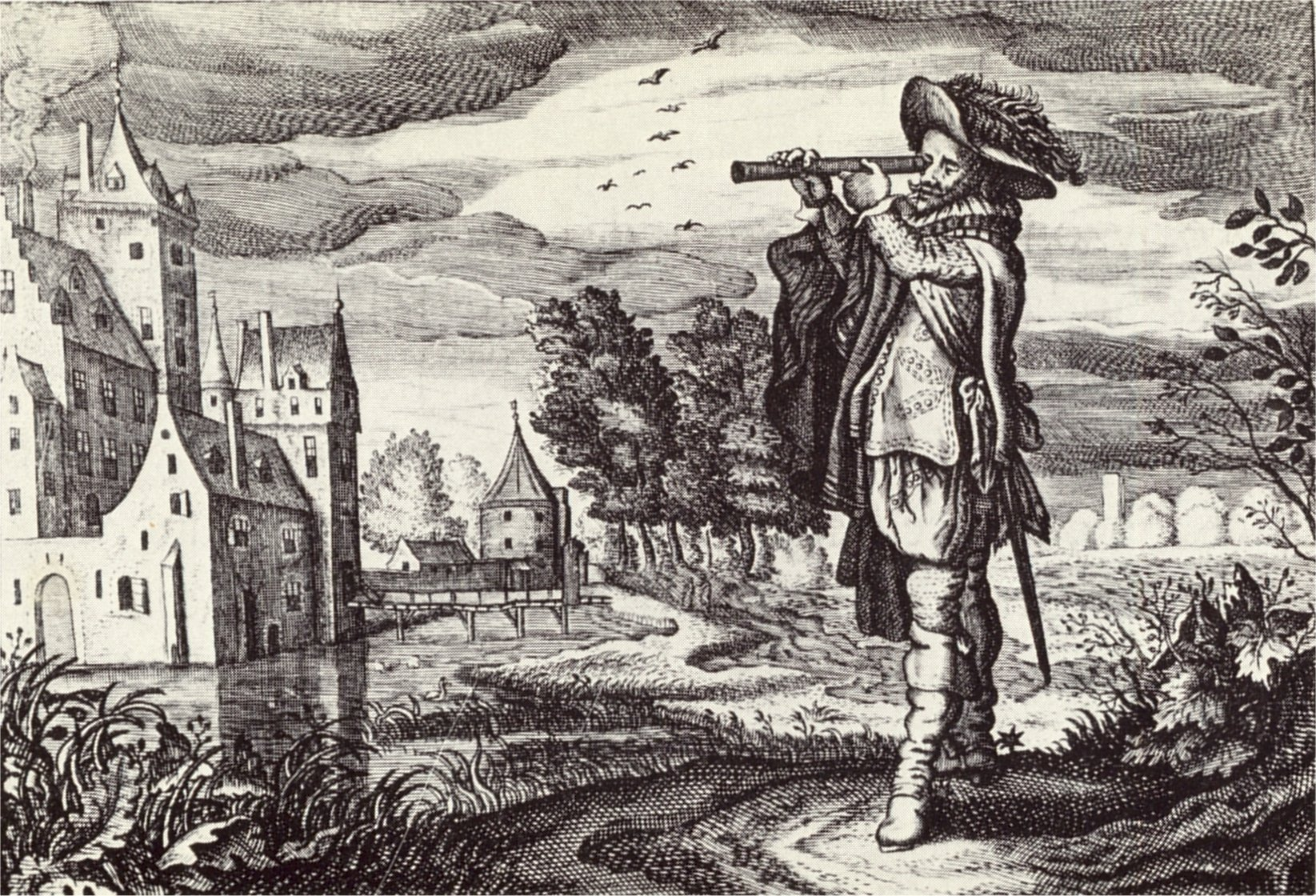

يمكن إرجاع تاريخ المقراب إلى ما قبل اختراع أول مقراب معروف، ظهر ذلك في هولندا عام 1608، عندما قدم صانع النظارات هانز ليبرشي طلب براءة اختراع. رغم أن ليبرسي لم يحصل على براءة اختراعه، فقد انتشرت أخبار الاختراع بسرعة في جميع أنحاء أوروبا. تألف تصميم هذه المقاريب العاكسة المبكرة من عدسة شيئية محدبة وعدسة عينية مقعرة. حسّن غاليليو هذا التصميم في العام التالي وطبقه في مجال الفلك. وفي عام 1611، وصف يوهانس كيبلر كيفية صنع مقراب أكثر فائدة بكثير باستخدام عدسة شيئية محدبة وعدسة عينية محدبة. وبحلول عام 1655، بنى علماء الفلك، مثل كريستيان هوغنس، مقاريب كيبلرية بعدسات مركبة، كانت قوية ولكن غير عملية.
يعود الفضل إلى إسحاق نيوتن في بناء أول عاكس في عام 1668 بتصميم يتضمن مرآة قطرية صغيرة مسطحة تعكس الضوء على العدسة العينية المثبتة على جانب المقراب. ووصف لوران كاسيغرين عام 1672 تصميم عاكس ذو مرآة ثانوية محدبة صغيرة تعكس الضوء عبر فتحة مركزية في المرآة الرئيسية.
ظهرت العدسة الأكروماتية، التي قللت الانحرافات اللونية في العدسات الشيئية بشكل كبير وسمحت بصنع مقاريب أقصر وأكثر فعالية، لأول مرة في مقراب من صنع تشيستر مور هول عام 1733، الذي لم ينشر اختراعه. علم جون دولوند باختراع هول وبدأ بصنع مقاريب تستخدم هذا الاختراع بكميات تجارية، بدءًا من عام 1758.
يُعتبر إنتاج جون هادلي للمرايا المكافئة الكبيرة عام 1721؛ وعملية تفضيض المرايا الزجاجية التي استحدثها ليون فوكو عام 1857؛ واعتماد  طلاءات الألمنيوم طويلة الأمد على مرايا العاكس عام 1932؛ من التطورات الهامة في المقاريب العاكسة. اخترع ريتشي كريتيان بديل عن عاكس كاسيغرين نحو عام 1910، ولكنه لم يُعتمد على نطاق واسع لبعد عام 1950؛ تستخدم العديد من المقاريب الحديثة، بما فيها مرصد هابل الفضائي، هذا التصميم الذي يعطي مجال رؤية أوسع من عاكس كاسيغرين الكلاسيكي.
عانت العاكسات خلال الفترة 1850-1900، من مشاكل مع مرايا السبيكة المعدنية، وبنيت أعداد كبيرة من «العاكسات العظيمة» بفتحة تتراوح من 60 سم إلى 1 متر، وبلغت ذروتها في مرصد يركس عام 1897؛ لكن، بدءًا من أوائل القرن العشرين، بُنيت سلسلة عاكسات متزايدة الضخامة ذات مرآة زجاجية، ومنها مرصد مونت ويلسون بفتحة تبلغ 60 بوصة (1.5 متر)، ومقراب هوكر بفتحة 100 بوصة (2.5 متر) (1917)، ومقراب هيل بفتحة 200 بوصة (5 أمتار) (1948)؛ أصبحت جميع المقاريب البحثية الرئيسية عاكسة بشكل أساسي منذ عام 1900. بني عدد من مقاريب فئة الأربعة أمتار (160 بوصة) على مواقع عالية الارتفاع تشمل هاواي والصحراء التشيلية في الفترة 1975-1985. مكّن تطوير الحامل الارتفاعي-السمتي المتحكم فيه بواسطة الحاسوب في السبعينيات، والبصريات النشطة في الثمانينيات، ظهور جيل جديد من المقاريب الأكبر حجمًا، بدءًا من مرصدي كيك الذي يبلغ قطرهما 10 أمتار (400 بوصة) في 1993/1996، وعدد من المقاريب بطول 8 أمتار مثل المرصد الأوروبي الجنوبي، والمقاريب العظيمة، ومرصد جيميني (الجوزاء) ومقراب سوبارو.
بدأ عصر المقاريب الراديوية (بالإضافة إلى علم الفلك الراديوي) مع اكتشاف كارل غوث جانسكي السرنديبي لمصدر راديو فلكي في عام 1931. طُورت العديد من أنواع المقاريب في القرن العشرين لمجموعة واسعة من الأطوال الموجية من الأمواج الراديوية حتى أشعة غاما. سمح تطوير المراصد الفضائية بعد عام 1960 بالوصول إلى العديد من النطاقات المستحيلة الرصد من الأرض، مثل نطاقات الأشعة السينية والأشعة تحت الحمراء ذات الأطوال الموجية الأطول.

## المقاريب البصرية

### أسس بصرية
يعود تاريخ الأجسام التي تشبه العدسات إلى ما قبل 4000 عام، رغم أنه غير المعروف ما إذا كانت قد استخدمت لخصائصها البصرية أو للزينة. هناك روايات يونانية عن الخصائص البصرية للأوساط المملوءة بالماء (القرن الخامس قبل الميلاد) تتبعها عدة قرون من الكتابات عن البصريات، بما فيها كتابات بطليموس (القرن الثاني) في كتابه البصريات، الذي كتب فيه عن خصائص الضوء مثل الانعكاس، والانكسار واللون، يليه ابن سهل (القرن العاشر) وابن الهيثم (القرن الحادي عشر).
يعود الاستخدام الفعلي للعدسات إلى انتشار تصنيع واستخدام النظارات في شمال إيطاليا بدءًا من أواخر القرن الثالث عشر. يعزى اختراع استخدام العدسات المقعرة لتصحيح قصَر النظر إلى نيقولاس الكوزاني في عام 1451.

### الاختراع
يأتي أول سجل للمقراب من هولندا في عام 1608. وهو في طلب براءة اختراع قدمه صانع النظارات هانز ليبرشي، في ميديلبورخ، إلى الولايات العامة الهولندية في 2 أكتوبر 1608، لأداته التي تمكن من «رؤيته أشياء بعيدة كما لو كانت قريبة». بعد بضعة أسابيع، تقدم صانع أجهزة هولندي آخر، وهو جاكوب ميتيوس، بطلب للحصول على براءة اختراع. لم تمنح الولايات العامة براءة اختراع لأنه بدا أن معرفة الجهاز كانت واسعة الانتشار، ولكن أبرمت الحكومة الهولندية عقدًا مع يبرشي للحصول على نسخ من تصميمه.
تكونت المقاريب الهولندية الأصلية من عدسة محدبة وعدسة مقعرة –لم تعكس المقاريب التي تم إنشاؤها بهذه الطريقة الصورة. لم يكبر تصميم ليبرشي الأصلي إلا بمقدار 3 أضعاف. بدا أن المقاريب التي صنعت في هولندا بأعداد كبيرة بعد وقت قصير من تاريخ «الاختراع»، ووجدت طريقها بسرعة في جميع أنحاء أوروبا.[بحاجة لمصدر]